# Napoli. Punto e a capo
Napoli. Punto e a capo è un album di Renzo Arbore e l'Orchestra Italiana pubblicato nel 1992.

## Tracce
1. Luna rossa
2. Maria Mari!
3. Comme facette mammeta?
4. Voce 'e notte!
5. Anema e core / Nu' quarto 'e luna / Accarezzame
6. Maruzzella
7. Era de maggio
8. Chella lla
9. Reginella
10. Malafemmena

## Classifiche

### Classifiche settimanali
| Classifica (1992-1993) | Posizione massima |
| ---------------------- | ----------------- |
| Europa                 | 36                |
| Italia                 | 1                 |

### Classifiche di fine anno
| Classifica (1992) | Posizione |
| ----------------- | --------- |
| Italia            | 12        |